# Rhacophorus yinggelingensis
Espèce
Statut de conservation UICN

 VU D2 : Vulnérable
Rhacophorus yinggelingensis est une espèce d'amphibiens de la famille des Rhacophoridae.

## Répartition
Cette espèce est endémique de la province de Hainan en Chine. Elle se rencontre dans les monts Yinggeling, entre 1 300 et 1 550 m d'altitude,.

## Description
Rhacophorus yinggelingensis mesure environ 40-45 mm. Son dos est vert tacheté de rares points blancs. Son ventre et la face interne de ses membres sont jaunes. Ses flancs sont blancs.

## Étymologie
Son nom d'espèce, composé de yinggeling et du suffixe latin -ensis, « qui vit dans, qui habite », lui a été donné en référence au lieu de sa découverte, les monts Yinggeling.

## Publication originale
- Chou, Lau & Chan, 2007 : A new treefrog of the genus Rhacophorus (Anura: Rhacophoridae) from Hainan Island, China. Raffles Bulletin of Zoology, vol. 55, no 1, p. 157-165 (texte intégral).